# Dziembowo
Dziembowo (prononciation : [d͡ʑemˈbɔvɔ]) est un village polonais de la gmina de Kaczory dans le powiat de Piła de la voïvodie de Grande-Pologne dans le centre-ouest de la Pologne.
Il se situe à environ 4 kilomètres au sud-ouest de Kaczory (siège de la gmina), 10 kilomètres au sud-est de Piła (siège du powiat), et à 77 kilomètres au nord de Poznań (capitale de la Grande-Pologne).

## Histoire
De 1975 à 1998, le village faisait partie du territoire de la voïvodie de Piła.

Depuis 1999, Dziembowo est situé dans la voïvodie de Grande-Pologne.
Le village possède une population de 667 habitants en 2010.